# Megan Moss
Megan Moss (* 22. März 2002 in Nassau) ist eine bahamaische Leichtathletin, die sich auf den Sprint spezialisiert hat.

## Sportliche Laufbahn
Erste internationale Erfahrungen sammelte Megan Moss im Jahr 2016, als sie bei den CARIFTA-Games in St. George’s in 24,31 s den sechsten Platz im 200-Meter-Lauf in der U18-Altersklasse belegte und mit der bahamaischen 4-mal-100-Meter-Staffel in 46,37 s die Silbermedaille gewann. Auch mit der 4-mal-400-Meter-Staffel gewann sie in 3:43,08 min die Silbermedaille. Im Jahr darauf siegte sie in 53,69 s im 400-Meter-Lauf bei den CARIFTA-Games in Willemstad und belegte in 24,04 s den vierten Platz über 200 m. Zudem sicherte sie sich in 45,05 s die Goldmedaille in der 4-mal-100-Meter-Staffel. 2017 siegte sie bei den CARIFTA-Games in ihrer Heimatstadt Nassau in 53,19 s über 400 m in der U17-Altersklasse und wurde über 200 m im Finale disqualifiziert. Zudem gewann sie in beiden Staffelbewerben die Silbermedaille. Im Oktober startete sie über 400 m bei den Olympischen Jugendspielen in Buenos Aires und blieb dort unplatziert. 2019 belegte sie bei den CARIFTA-Games in George Town in 54,31 s den fünften Platz in der U20-Altersklasse über 400 m und wurde in 45,58 s Vierte in der 4-mal-100-Meter-Staffel und gewann in 3:40,51 min die Silbermedaille in der 4-mal-400-Meter-Staffel. Anschließend klassierte sie sich bei den U18-NACAC-Meisterschaften in Santiago de Querétaro mit 54,76 s auf Rang vier über 400 m. Im Herbst begann sie ein Studium an der University of Kentucky und 2021 nahm sie mit der bahamaischen 4-mal-400-Meter-Staffel an den Olympischen Sommerspielen in Tokio teil und gelangte dort im Vorlauf nicht ins Ziel. Zudem war sie Fahnenträgerin ihrer Nation bei der Schlussveranstaltung der Spiele.
2022 startete sie bei den Hallenweltmeisterschaften in Belgrad und schied dort mit 54,03 s in der ersten Runde über 400 Meter aus. Im Juli gewann sie bei den U23-Karibikspielen in Guadeloupe in 52,53 s die Silbermedaille hinter der Dominikanerin Fiordaliza Cofil und anschließend schied sie bei den Weltmeisterschaften in Eugene mit 3:19,73 min im Vorlauf in der Mixed-Staffel aus.

## Persönliche Bestzeiten
- 200 Meter: 23,48 s (+1,5 m/s), 22. April 2022 in Lexington
- 400 Meter: 51,73 s, 9. Juni 2022 in Eugene
  - 400 Meter (Halle): 52,32 s, 27. Februar 2021 in Fayetteville